# Мищенко, Владимир Васильевич
Влади́мир Васи́льевич Ми́щенко (укр. Володимир Васильович Міщенко) — украинский военнослужащий, старший сержант, участник российско-украинской войны. Герой Украины (2024).

## Биография
Во время российского вторжения в Украину Владимир Мищенко служил командиром зенитно-ракетного взвода в составе 110-й отдельной механизированной бригады имени генерал-хорунжего Марка Безручко. Он принимал участие в обороне Авдеевки, где расчёты его взвода уничтожили девять самолётов Су-25 и два вертолёта Ми-24.

## Награды
Звание «Герой Украины» с удостоением ордена «Золотая Звезда» (23 августа 2024) — за личное мужество и героизм, проявленные в защите государственного суверенитета и территориальной целостности Украины, верность военной присяге.